# Julstubbe

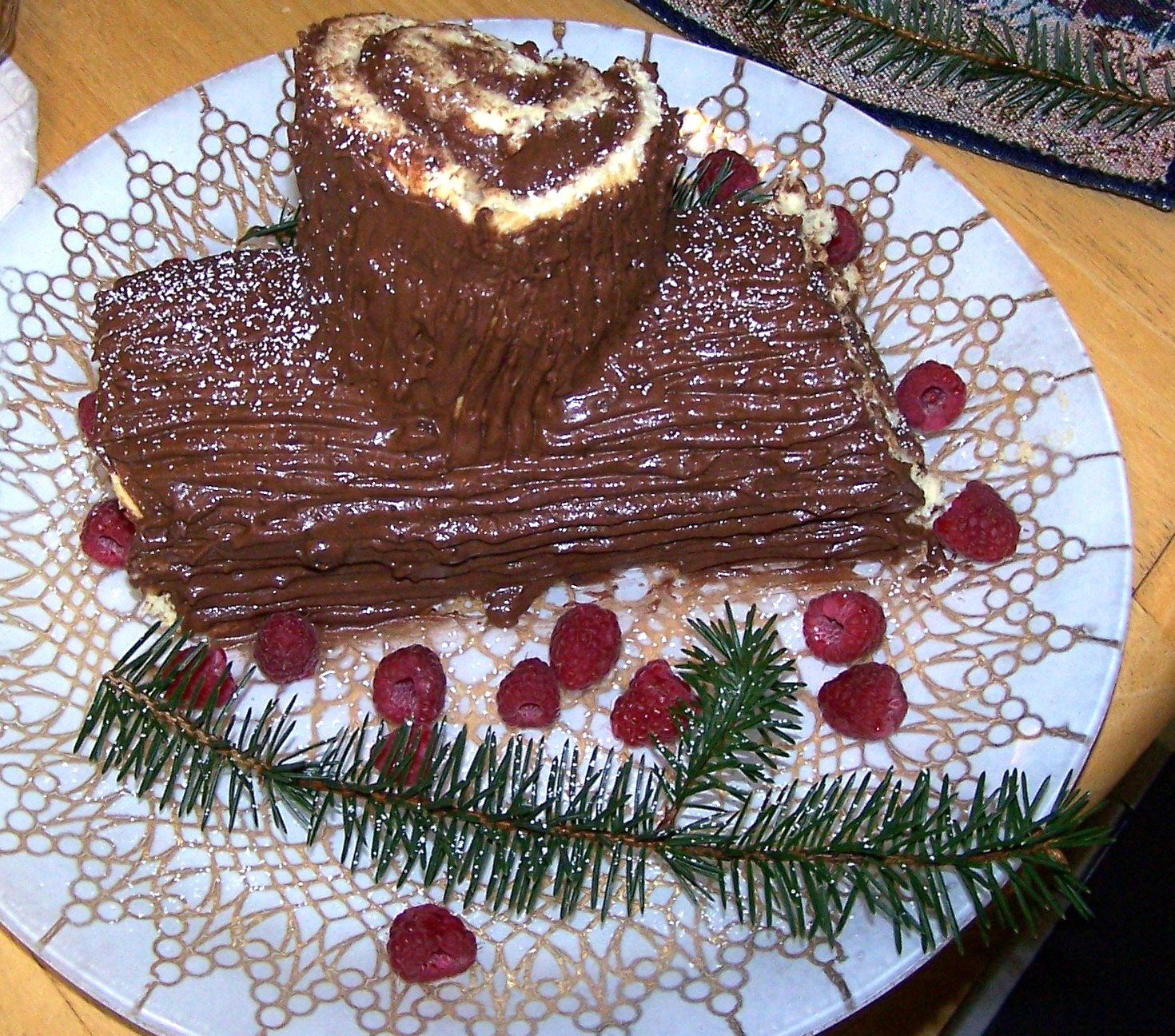
En julstubbe

Julstubbe eller bûche de Noël, är ett bakverk som ofta serveras till julen, främst i kristna franskspråkiga länder. Den äts även i Storbritannien, då den kallas för Yule log. Bakverket är dekorerat och tillagat så att det skall se ut som ett vedträ / vedklabb, därav det franska namnet där "bûche" betyder just vedträ / vedklabb varvid man inser den svenska benämningen "julstubbe" är missvisande, men likväl väletablerad. Den görs ofta på en sockerkakssmet som tillagas likt en rulltårta. Ofta är bakverket garnerat med florsocker som ska efterlikna snö. Flera olika garnityrer kan sedan läggas till för att ytterligare likna ett riktigt vedträ. Den franska benämningen på "stubbe" är "souche". Vidare översätts engelskans "log" som i "Yule log" bäst till "trästock / vedträ".